# فيزياء نظرية

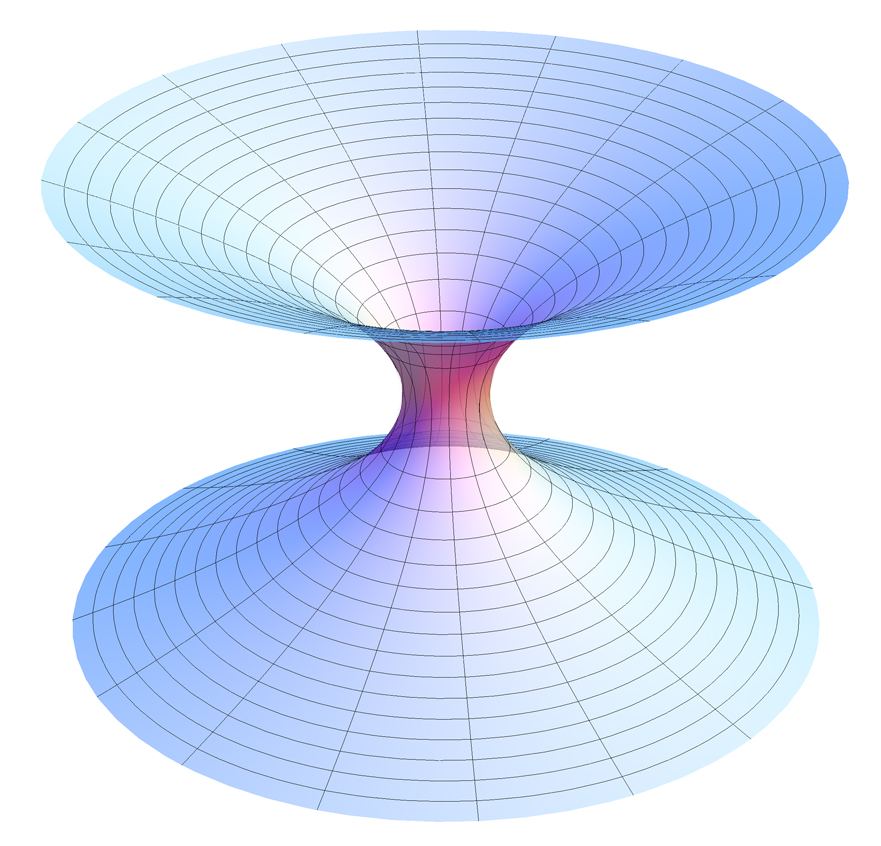
تمثيل بصري لثقب شفارتسشيلد الدودي. لم ترصد الثقوب الدودية أبدًا، لكن تم تنبؤ وجودها من خلال نماذج رياضية ونظريات علمية.

الفيزياء النظرية هي فرع من فروع الفيزياء التي تستخدم النماذج الرياضية والتجريدات للأجسام المادية والأنظمة لشرح الظواهر الطبيعية وتفسيرها والتنبؤ بها. هذا على عكس الفيزياء التجريبية، التي تستخدم أدوات تجريبية لسبر هذه الظواهر.
يعتمد تقدم العلم بشكل عام على التفاعل بين الدراسات التجريبية والنظرية. في بعض الحالات، تلتزم الفيزياء النظرية بمعايير الصرامة الرياضية مع إعطاء وزن ضئيل للتجارب والملاحظات. على سبيل المثال، أثناء تطوير النسبية الخاصة، كان ألبرت أينشتاين مهتمًا بتحويلات لورينتز الذي ترك معادلات ماكسويل ثابتة، لكنه لم يكن مهتمًا على ما يبدو بتجربة ميكلسون ومورلي على انجراف الأرض من خلال الأثير المضيء. على العكس من ذلك، حصل أينشتاين على جائزة نوبل لشرح التأثير الكهروضوئي، الذي كان سابقًا نتيجة تجريبية تفتقر إلى الصيغة النظرية.

## ملخص

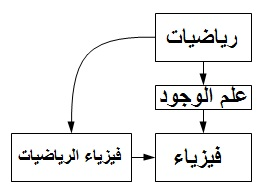
العلاقة بين الرياضيات والفيزياء.

| ” | {\displaystyle \mathrm {Ric} =kg} معادلات مشعب أينشتاين، المستخدمة في النسبية العامة لوصف انحناء الزمكان | “ |
|   | |   |

النظرية الفيزيائية هي نموذج للأحداث الفيزيائية. يُحْكَم عليها من خلال مدى توافق تنبؤاتها مع الملاحظات التجريبية. يتم الحكم على جودة النظرية الفيزيائية أيضًا من خلال قدرتها على عمل تنبؤات جديدة يمكن التحقق منها من خلال الملاحظات الجديدة. تختلف النظرية الفيزيائية عن النظرية الرياضية في أنه في حين أن كلاهما يعتمد على شكل من البديهيات، فإن الحكم على التطبيق الرياضي لا يعتمد على الاتفاق مع أي نتائج تجريبية. تختلف النظرية الفيزيائية بالمثل عن النظرية الرياضية، بمعنى أن كلمة «نظرية» لها معنى مختلف في المصطلحات الرياضية.
تتضمن النظرية الفيزيائية علاقة واحدة أو أكثر بين كميات مختلفة قابلة للقياس. أدرك أرخميدس أن السفينة تطفو عن طريق إزاحة كتلتها من الماء، وفهم فيثاغورس العلاقة بين طول الوتر المهتز والنغمة الموسيقية التي ينتجها. تشمل الأمثلة الأخرى الإنتروبيا كمقياس لعدم اليقين فيما يتعلق بمواقف وحركات الجسيمات غير المرئية وفكرة ميكانيكا الكم بأن (الفعل و) الطاقة لا تتغير باستمرار.
تتكون الفيزياء النظرية من عدة مناهج مختلفة. في هذا الصدد، تشكل فيزياء الجسيمات النظرية مثالًا جيدًا. على سبيل المثال: قد يستخدم «علماء الظواهر» الصيغ (شبه) التجريبية والاستدلال للاتفاق مع النتائج التجريبية، غالبًا بدون فهم مادي عميق. حاولو تصميم نظريات تخمينية لها سمات معينة مرغوبة (بدلاً من البيانات التجريبية)، أو تطبيق تقنيات النمذجة الرياضية على مسائل فيزيائية. يحاول البعض إنشاء نظريات تقريبية، تسمى النظريات الفعالة، لأن النظريات المطورة بالكامل يمكن اعتبارها غير قابلة للحل أو معقدة للغاية. قد يحاول منظرين آخرين توحيد النظريات الموجودة أو إضفاء الطابع الرسمي عليها أو إعادة تفسيرها أو تعميمها، أو إنشاء نظريات جديدة تمامًا. في بعض الأحيان، يمكن أن توفر الرؤية التي توفرها الأنظمة الرياضية البحتة أدلة على كيفية نمذجة نظام فيزيائي؛ على سبيل المثال، الفكرة، بسبب ريمان وآخرين، أن الفضاء نفسه قد يكون منحنيًا. غالبًا ما تكون المسائل النظرية التي تحتاج إلى تحقيق حسابي هي الشغل الشاغل للفيزياء الحسابية.
قد تتكون التطورات النظرية في تنحية النماذج القديمة غير الصحيحة جانباً (على سبيل المثال، نظرية الأثير لانتشار الضوء، نظرية السيال الحراري، الاحتراق الذي يتكون من فلوجستون متطور، أو نموذج مركزية الأرض) أو قد يكون نموذجًا بديلًا يوفر إجابات هي أكثر دقة أو يمكن تطبيقها على نطاق أوسع. في الحالة الأخيرة، سيكون هناك حاجة لمبدأ التطابق لاستعادة النتيجة المعروفة سابقًا. في بعض الأحيان، قد يستمر التقدم على طول مسارات مختلفة. على سبيل المثال، قد تحتاج النظرية الصحيحة أساسًا إلى بعض التنقيحات المفاهيمية أو الواقعية؛ النظرية الذرية، التي تم افتراضها لأول مرة منذ آلاف السنين (من قبل العديد من المفكرين في اليونان والهند) ونظرية السائل للكهرباء هما حالتان في هذه النقطة. ومع ذلك، فإن الاستثناء لكل ما سبق هو ازدواجية موجة-جسيم، وهي نظرية تجمع بين جوانب من نماذج مختلفة ومتناقضة عبر مبدأ بور التكميلي.
تصبح النظريات المادية مقبولة إذا كانت قادرة على عمل تنبؤات صحيحة وليس هناك (أو القليل) من النظريات غير الصحيحة. يجب أن تحتوي النظرية، كهدف ثانوي على الأقل، على اقتصاد وأناقة معينة (مقارنة بالجمال الرياضي)، وهي فكرة تسمى أحيانًا «نصل أوكام» على اسم الفيلسوف الإنجليزي وليم الأوكامي في القرن الثالث عشر، حيث أن الاختيار يقع على أي النظريتين الأبسط لوصف نفس المسألة تمامًا كما هو مفضل بشكل كافٍ (لكن البساطة المفاهيمية قد تعني تعقيدًا رياضيًا). من المرجح أيضًا أن يتم قبولهم إذا ربطوا مجموعة واسعة من الظواهر. يعد اختبار نتائج النظرية جزءً من المنهج العلمي.
يمكن تصنيف النظريات الفيزيائية إلى ثلاث فئات: النظريات السائدة والنظريات المقترحة والنظريات الهامشية.

## تاريخ

المجالات الأساسية في الفيزياء.

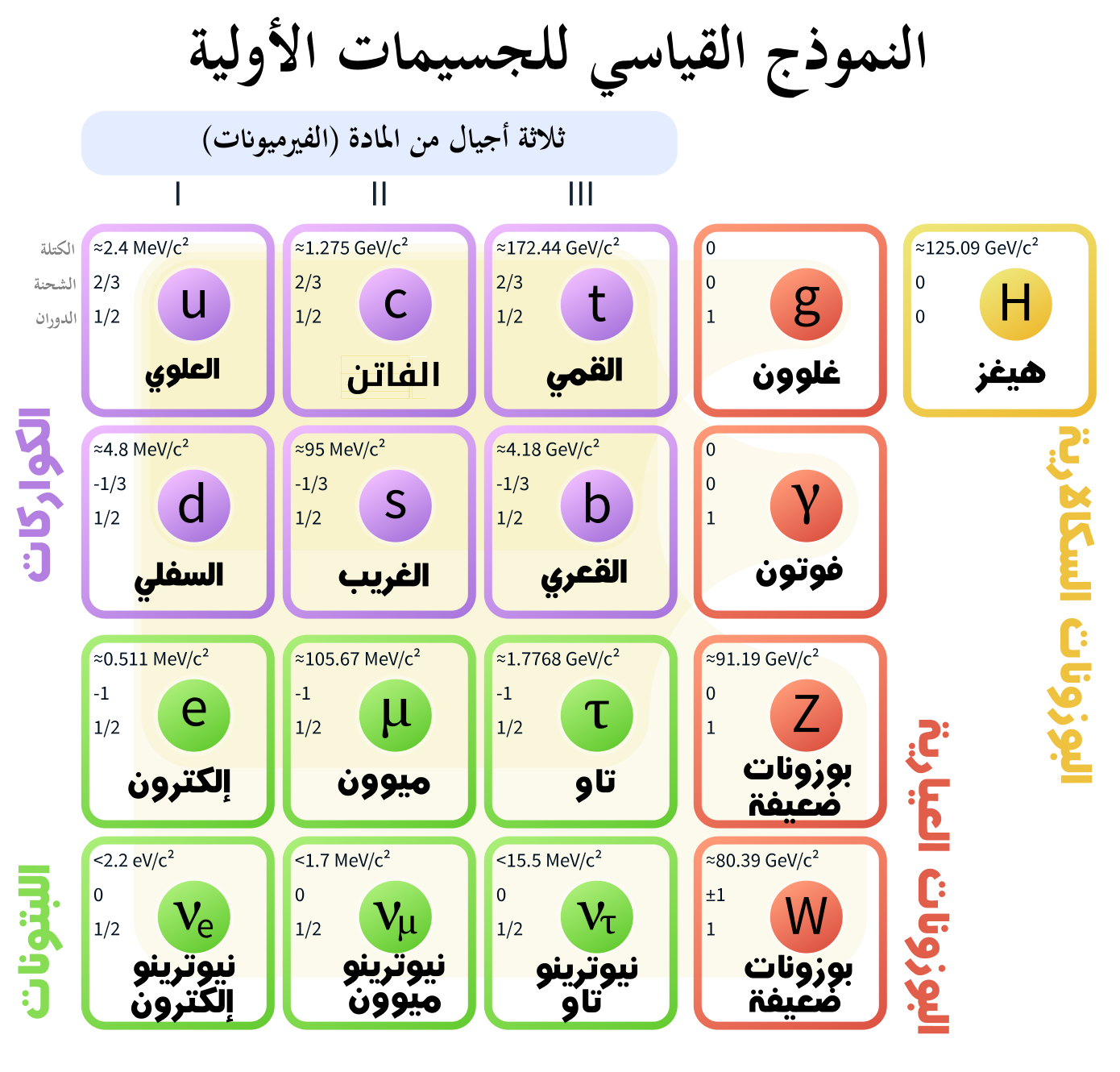
لائحة توضح الجسيمات الأولية طبقا للتصنيف القياسي وخواص كل منها.

بدأت الفيزياء النظرية منذ 2300 عام على الأقل، في ظل فلسفة ما قبل سقراط، واستمر بها أفلاطون وأرسطو، اللذان سيطرت وجهات نظرهما على مدى ألف عام. أثناء صعود جامعات القرون الوسطى، كانت التخصصات الفكرية الوحيدة المعترف بها هي الفنون المتحررة السبعة في المقدمات مثل القواعد والمنطق والبلاغة والتعاليم مثل الحساب والهندسة والموسيقى وعلم الفلك. خلال العصور الوسطى وعصر النهضة، بدأ مفهوم العلوم التجريبية، وهو النقيض للنظرية، مع علماء مثل ابن الهيثم وفرانسيس بيكون. مع تسارع وتيرة الثورة العلمية، بدأت مفاهيم المادة والطاقة والمكان والزمان والسببية تكتسب ببطء الشكل الذي نعرفه اليوم، وانبثقت العلوم الأخرى من عنوان الفلسفة الطبيعية. وهكذا بدأ العصر الحديث للنظرية مع التحول النموذجي الكوبرنيكي في علم الفلك، وسرعان ما تبعه تعبير يوهانس كيبلر عن مدارات الكواكب، والتي لخصت الملاحظات الدقيقة لتيخو براهي. يمكن اعتبار أعمال هؤلاء الرجال (جنبًا إلى جنب مع غاليليو) بمثابة ثورة علمية.
بدأ الدفع الكبير نحو المفهوم الحديث للتفسير مع غاليليو، أحد علماء الفيزياء القلائل الذي كان في نفس الوقت مُنظِّرًا بارعًا وخبيرًا تجريبيًا عظيمًا. تم دمج الهندسة التحليلية والميكانيكا لديكارت في حساب التفاضل والتكامل والميكانيكا لإسحاق نيوتن، وهو منظّر/تجريبي آخر من الدرجة الأولى، كتب الأصول الرياضية للفلسفة الطبيعية. احتوت فيه على توليفة كبيرة لأعمال كوبرنيكوس وغاليليو وكيبلر؛ بالإضافة إلى نظريات نيوتن عن الميكانيكا والجاذبية، التي سادت كوجهات نظر للعالم حتى أوائل القرن العشرين. في الوقت نفسه، تم إحراز تقدم أيضًا في علم البصريات (لا سيما نظرية الألوان والعلوم القديمة للبصريات الهندسية)، بمساهمة كل من نيوتن وديكارت والهولنديين سنيل وهيجنز. في القرنين الثامن عشر والتاسع عشر، وَسَّعَ جوزيف لوي لاغرانج وليونهارت أويلر ووليم روان هاملتون نظرية الميكانيكا الكلاسيكية إلى حد كبير. لقد التقطوا التشابك التفاعلي بين الرياضيات والفيزياء الذي بدأ قبل ألفي عام من قبل فيثاغورس.
من بين الإنجازات المفاهيمية العظيمة في القرنين التاسع عشر والعشرين، ترسيخ فكرة الطاقة (بالإضافة إلى الحفاظ عليها عالميًا) من خلال تضمين الحرارة والكهرباء والمغناطيسية، ثم الضوء. بدأت قوانين الديناميكا الحرارية، والأهم من ذلك، إدخال المفهوم الفردي للإنتروبيا في تقديم تفسير مجهري لخصائص المادة. ظهرت الميكانيكا الإحصائية (متبوعة بالفيزياء الإحصائية وميكانيكا الإحصاء الكمومي) كفرع من الديناميكا الحرارية في أواخر القرن التاسع عشر. حدث مهم آخر في القرن التاسع عشر كان اكتشاف النظرية الكهرومغناطيسية، التي وحدت الظواهر المنفصلة سابقًا للكهرباء والمغناطيسية والضوء.
ركائز الفيزياء الحديثة، وربما أكثر النظريات ثورية في تاريخ الفيزياء، كانت نظرية النسبية وميكانيكا الكم. صُنفت ميكانيكا نيوتن تحت النسبية الخاصة وأعطيت جاذبية نيوتن تفسيرًا حركيًا بالنسبية العامة. أدت ميكانيكا الكم إلى فهم إشعاع الجسم الأسود (والذي كان في الواقع دافعًا أصليًا للنظرية) والشذوذ في الحرارة النوعية من المواد الصلبة؛ وأخيراً إلى فهم الهياكل الداخلية للذرات والجزيئات. سرعان ما أفسحت ميكانيكا الكم الطريق لصياغة نظرية الحقل الكمومي (QFT)، التي بدأت في أواخر عشرينيات القرن الماضي. في أعقاب الحرب العالمية الثانية، جلب المزيد من التقدم اهتمامًا متجددًا في QFT، والذي أصاب الركود منذ الجهود الأولى. شهدت الفترة نفسها أيضًا هجمات جديدة على مشاكل الموصلية الفائقة وتحولات الطور، بالإضافة إلى التطبيقات الأولى لـQFT في مجال المادة المكثفة النظرية. شهدت الستينيات والسبعينيات من القرن الماضي صياغة النموذج القياسي لفيزياء الجسيمات باستخدام QFT والتقدم في فيزياء المادة المكثفة (الأسس النظرية للموصلية الفائقة والظواهر الحرجة، من بين أمور أخرى)، بالتوازي مع تطبيقات النسبية للمشكلات في علم الفلك وعلم الكون على التوالي.
اعتمدت كل هذه الإنجازات على الفيزياء النظرية كقوة متحركة لاقتراح التجارب وتوحيد النتائج؛ غالبًا عن طريق التطبيق البارع للرياضيات الحالية، أو، كما في حالة ديكارت ونيوتن (مع لايبنتس)، عن طريق اختراع رياضيات جديدة. أدت دراسات فورييه للتوصيل الحراري إلى فرع جديد للرياضيات: السلسلات المتعامدة اللانهائية.
تحاول الفيزياء النظرية الحديثة توحيد النظريات وشرح الظواهر في محاولات أخرى لفهم الكون، من المقياس الكوني إلى مقياس الجسيمات الأولية. حيث لا يمكن إجراء التجارب، لا تزال الفيزياء النظرية تحاول التقدم من خلال استخدام النماذج الرياضية.

## النظريات السائدة
النظريات السائدة (يشار إليها أحيانًا بالنظريات المركزية) هي مجموعة المعرفة لكل من الآراء الواقعية والعلمية وتمتلك الجودة العلمية المعتادة لاختبارات التكرار، والاتساق مع العلم والتجربة الراسخين. توجد بالفعل نظريات سائدة تعتبر نظريات مقبولة بشكل عام تستند فقط إلى آثارها التي تشرح مجموعة متنوعة من البيانات، على الرغم من أن الاكتشاف والتفسير والتكوين المحتمل هي مواضيع النقاش.

### أمثلة
| - نماذج تناظرية للجاذبية - الانفجار العظيم - السببية - نظرية شواش - النظرية التقليدية للفيض - ميكانيكا كلاسيكية - فيزياء المواد المكثفة (بما في ذلك فيزياء الحالة الصلبة والهيكل الإلكتروني للمواد) - قانون حفظ - حفظ الزخم الزاوي - حفظ الطاقة - قانون حفظ الكتلة - حفظ الزخم - ميكانيكا الأوساط المتصلة - فرضية الرقابة الكونية - الثابت الكوني - تناظر سي بي تي | - مادة مظلمة - ديناميكا - نظرية الدينامو - كهرومغناطيسية - تآثر كهروضعيف - نظرية الحقول - نظرية التقلب - جريان الموائع - ميكانيكا الموائع - قوة أساسية - النسبية العامة - ثابت الجاذبية - مبدأ الريبة - نظرية حركية للغازات - قوانين الديناميكا الحرارية - معادلات ماكسويل - قوانين نيوتن للحركة - مبدأ استبعاد باولي | - نظرية الاضطراب (ميكانيكا الكم) - علم الكون الفيزيائي - ثابت بلانك - نظرية تكرار بوانكاريه - علم الأحياء الكمومي - شواشية كمومية - ديناميكا لونية كمية - نظرية التعقيد الكمي - حساب كمومي - ديناميكا الكم - الكم في الكيمياء الكهربية - كهروديناميكا كمية - نظرية الحقل الكمومي - نظرية الحقل الكمومي في الزمكان المنحني - هندسة كمية - نظرية المعلومات الكمومية | - منطق كمومي - ميكانيكا الكم - بصريات الكم - فيزياء كمية - ديناميكا حرارية كمومية - ميكانيكا الكم النسبية - نظرية التشتت - ميكانيكا المواد الصلبة - النسبية الخاصة - نظرية غزل-إحصاء - كسر التناظر التلقائي - نظرية النموذج المعياري - ميكانيكا إحصائية - الفيزياء الإحصائية - نظرية النسبية - ديناميكا حرارية - ازدواجية موجة-جسيم - قوة نووية ضعيفة |

## نظريات مقترحة
نظريات الفيزياء المقترحة عادة ما تكون نظريات جديدة نسبيًا تتعامل مع دراسة الفيزياء التي تتضمن مناهج علمية، ووسائل لتحديد صلاحية النماذج وأنواع التفكير الجديدة المستخدمة للوصول إلى النظرية. ومع ذلك، تتضمن بعض النظريات المقترحة نظريات كانت موجودة منذ عقود والتي استعصت على طرق الاكتشاف والاختبار. يمكن أن تتضمن النظريات المقترحة نظريات هامشية في طور التأسيس (وفي بعض الأحيان، كسب قبول أوسع). لم يتم اختبار النظريات المقترحة عادة. بالإضافة إلى النظريات مثل تلك المدرجة أدناه، هناك أيضًا تفسيرات مختلفة لميكانيكا الكم، والتي قد تعتبر أو لا تعتبر نظريات مختلفة نظرًا لأنه من المتنازع عليها ما إذا كانت تؤدي إلى تنبؤات مختلفة للتجارب الفيزيائية، حتى من حيث المبدأ.

### أمثلة
| - نظرية الحقل المطابق الفائق 6D (2,0) - تماثل مكان دي سيتر المضاد ونظرية الحقل الامتثالي - بدائل النسبية العامة - مبدأ إنساني - الديناميكا الحرارية للثقب الأسود - علم الكون الغشائي - نظرية برانز-ديك - جاذبية كمية أساسية - تثليث ديناميكي سببي - أنظمة الفرميون السببية - مجموعات سببية - نظرية تشيرن-سيمونز - منحنى مغلق زمنيًا - علم الكون الدوري المطابق - نظرية الحقل الامتثالي - وتر كوني - نموذج متذبذب - تدفق مظلم - سائل مظلم - النسبية الخاصة الثابتة لدي سيتر | - ديلاتون - نسبية خاصة مضاعفة - جسر أينشتاين-روزن (الثقب الدودي) - الكون الملتهب - ER = EPR - تضخم أبدي - أبعاد إضافية - تحلل الفراغ الكاذب - القوة الخامسة - نظرية أف - نظرية مقياس الجاذبية - مقياس نظرية الجاذبية - جيون - النظرية الموحدة العظمى - غرافاستار - جرافيفوتون - جرافيسكالار - غرافيتينو - جرافتون - إشعاع هوكينغ | - حالة هارتل-هوكينغ - نظرية الأوتار غير المتجانسة - مبدأ الهولوغرافية - نظرية كلوزا-كلاين - أبعاد إضافية كبيرة - علم الكون الكمومي الحلقي - جاذبية كمية حلقية - أحادي القطب المغناطيسي - جاذبية هائلة - مادة ظل - نظرية-إم - تعدد الأكوان - نظرية يانغ-ميلز فائقة التناظر N = 4 - نظرية الحقل الكمومي اللاتبديلي - نماذج الثقب الأسود غير المفرد - اضمحلال البروتون - علم الكون الكمي - رغوة كمية - هندسة كمية | - جاذبية كمية - نموذج راندال-سوندروم - جاذبية شبه كلاسيكية - سفاليرون - رغوة مغزلية - نظرية الأوتار - نظرية الفراغ فائق الميوعة - جاذبية فائقة - نظرية الأوتار الفائقة - تناظر فائق - كسر التناظر الفائق - تكنيكولور (فيزياء) - نظرية كل شيء - نظرية حقل تودا - نظرية الحقل الموحد - أبعاد كونية إضافية - فيزياء اللاجسيمات - تخمين الجاذبية الضعيفة |

## نظريات هامشية
تشمل النظريات الهامشية أي مجال جديد من المساعي العلمية في عملية التأسيس وبعض النظريات المقترحة. يمكن أن تشمل العلوم التأملية. يتضمن ذلك مجالات الفيزياء والنظريات الفيزيائية المقدمة وفقًا للأدلة المعروفة، وقد تم عمل مجموعة من التنبؤات المرتبطة بها وفقًا لتلك النظرية.
تستمر بعض النظريات الهامشية في أن تصبح جزءً مقبولًا على نطاق واسع في الفيزياء. نظريات هامشية أخرى في نهاية المطاف يتم دحضها. بعض النظريات الهامشية هي شكل من أشكال العلوم المبتدئة والبعض الآخر شكل من أشكال العلوم الزائفة. يؤدي تزوير النظرية الأصلية أحيانًا إلى إعادة صياغة النظرية.

### أمثلة
| - الأثير - أثير ناقل للضوء - فيزياء رقمية | - جاذبية كهربائية - ديناميكا كهربائية عشوائية - نظرية الجاذبية الديناميكية لتسلا |

## التجارب الفكرية مقابل التجارب الحقيقية
تجارب «الفكر» هي مواقف تم إنشاؤها في ذهن المرء، وتطرح سؤالاً يشبه «افترض أنك في هذا الموقف، بافتراض أن هذا صحيح، فماذا سيتبع؟». يتم إنشاؤها عادةً للتحقيق في الظواهر التي لا يتم اختبارها بسهولة في المواقف اليومية. الأمثلة الشهيرة لمثل هذه التجارب الفكرية هي قطة شرودنغر، وتجربة مفارقة إي بي آر، والرسوم التوضيحية البسيطة لتمدد الزمن، وما إلى ذلك. هذه عادة ما تؤدي إلى تجارب حقيقية مصممة للتحقق من صحة الاستنتاج (وبالتالي الافتراضات) للتجارب الفكرية. أدت تجربة التفكير إي بي آر إلى عدم مساواة بيل، والتي تم اختبارها بعد ذلك بدرجات مختلفة من الصرامة، مما أدى إلى قبول الصيغة الحالية لميكانيكا الكم والاحتمالية كفرضية عمل.

## وصلات خارجية
- مركز MIT للفيزياء النظرية. (بالإنجليزية)
- كيف تصبح فيزيائيًا نظريًا جيدًا نسخة محفوظة 23 ديسمبر 2023 على موقع واي باك مشين.، موقع على شبكة الإنترنت تم إنشاؤه بواسطة جيرارت هوفت. (بالإنجليزية)